# آلونزو راسل
آلونزو راسل (انگلیسی: Alonzo Russell؛ زادهٔ ۸ فوریهٔ ۱۹۹۲) یک دونده اهل باهاما است. از افتخارات وی میتوان به کسب مدال برنز ۴۰۰×۴ متر امدادی در بازی‌های المپیک تابستانی ۲۰۱۶ اشاره کرد.